# Cúp quốc gia Scotland 1911–12
 Cúp quốc gia Scotland 1911–12 là mùa giải thứ 39 của giải đấu bóng đá loại trực tiếp uy tín nhất Scotland. Chức vô địch thuộc về Celtic khi đánh bại Clyde trong trận Chung kết.

## Bán kết
| Clyde | v | Third Lanark |
| ----- | - | ------------ |
|       |   |              |

| Celtic | v | Hearts |
| ------ | - | ------ |
|        |   |        |

## Chung kết
| Celtic               | v | Clyde |
| -------------------- | - | ----- |
| Gallagher · McMenemy |   |       |